# Райс, Стефан
Стефан Райс (англ. Stephen O. Rice 29 ноября, 1907 — 18 ноября, 1986) — американский учёный, работы которого оказали огромное влияние на развитие теории связи. В 1930—1972 годах работал в Лабораториях Белла. Труды по случайным процессам, частотной модуляции и др. В честь Стефана Райса названа случайное распределение — распределение Райса

## Биография
В 1929 году получил степень бакалавра в Государственном колледже Орегона в области электротехники (electrical engineering), написав выпускную работу в Калифорнийском технологическом институте и Колумбийском университете. После этого поступил на работу в техническое подразделение Лаборатории Белла. С 1930 по 1968 годы Ст. Райс, работая в Лаборатории консультантом по технологиям передачи информации, провел исследование в области теории связи.
C 1968 года до своей отставки в 1972 году Ст. Райс занимал должность Главы департамента аналитических исследований в области связи в Лаборатории Белла.
В 1961 году Государственный университет Орегона присвоил Стефану Райсу степень почётного доктора наук.
Он умер в Ла-Хойе, Калифорния. 

## Награды
- Mervin J. Kelly Award[2] (1965).
- Золотая медаль имени Александра Грэма Белла (1983)

## Память
- В его честь учреждена премия Стефана Райса Общества коммуникаций IEEE (The IEEE Communications Society Stephen O. Rice Prize)[3]